# 杰尼斯·马祖耶夫

马祖耶夫（2011年）

杰尼斯·列奥尼多维奇·马祖耶夫（俄语：Дени́с Леони́дович Мацу́ев，羅馬化：Denis Leonidovich Matsuev，1975年6月11日—），俄罗斯钢琴家。 

## 生平
马祖耶夫出生于西伯利亚城市伊尔库茨克的一个音乐之家，四岁开始学习钢琴。1991年随父母搬到莫斯科，入读莫斯科音乐学院，先后师从纳谢德金和多连斯基。1994年，马祖耶夫在约翰内斯堡举办的钢琴比赛中夺冠。1998年，年仅23岁的马祖耶夫斩获柴可夫斯基国际音乐比赛钢琴第一名。
马祖耶夫被认作当代最重要的俄罗斯钢琴家之一，他对拉赫玛尼诺夫作品的解读尤受好评。2008年，亚历山大·博里索维奇·拉赫玛尼诺夫——作曲家拉赫玛尼诺夫的孙子——邀请马祖耶夫担任拉赫玛尼诺夫基金会（Serge Rachmaninoff Foundation）的艺术总监，马祖耶夫为此演出并录制了不少作曲家未出名的作品，并在卢塞恩拉赫玛尼诺夫故居的施坦威钢琴上演奏。马祖耶夫也喜爱爵士音乐，是第一个在莫斯科音乐学院音乐厅举办爵士音乐会的古典钢琴家，他自认受奥斯卡·彼得森影响很大。
2014年索契冬奥会的闭幕式上，马祖耶夫受邀表演。自2014年以来，马祖耶夫担任联合国教科文组织的特别大使，他还担任了2018年国际足联世界杯的官方大使。
2022年發生俄罗斯入侵乌克兰戰爭後，马祖耶夫因其公開支持俄羅斯總統弗拉基米爾·普京之立場，原定於2022年2月25日於紐約與維也納愛樂之合奏被取消，改由南韓鋼琴家赵成珍演出。

## 個人生活
马祖耶夫的妻子是莫斯科大剧院芭蕾舞团的舞蹈家希普利娜。